# Juin 1906

## Événements
- Russie : troubles agraires.

- 2 juin : cabinet Beck en Autriche.

- 10 juin : la rébellion de Bambatha est écrasée à la bataille des gorges de la Mome, lors de laquelle son chef est tué.

- 13 juin[1] : affaire de Denshawai en Égypte. Une rixe entre militaires britanniques et paysans égyptiens dans le Delta provoque la mort de plusieurs soldats. Plusieurs paysans sont pendus ou condamnés à la prison. L’émotion publique égyptienne est considérable. Devant les réactions internationales, Londres rappelle le consul Lord Cromer et le remplace par Eldon Gorst, plus libéral, qui cherche à restreindre la présence britannique (fin en 1911).

- 13 - 16 juin[2] : pogrom de Bialystok.

- 26 juin, France : première Commission électrotechnique internationale.

- 26 et 27 juin : première édition du Grand Prix de France au Mans. Le pilote hongrois Ferenc Szisz s'impose sur une Renault AK.

## Naissances
- 2 juin : Delos V. Smith Jr., acteur américain († 30 septembre 1997).
- 3 juin : Joséphine Baker, chanteuse américaine francophone († 1975).
- 10 juin : Tekla Juniewicz, super-centenaire polonaise († 19 août 2022).
- 12 juin : Sandro Penna, poète italien († 1977).
- 15 juin : Léon Degrelle, journaliste, fondateur du rexisme en Belgique († 31 mars 1994).
- 22 juin : Billy Wilder, scénariste et réalisateur († 2002).

## Décès
- 11 juin : Hector-Louis Langevin, père de la Confédération.
- 18 juin : Octave Gallice, cavalier français d'attelage (° 8 octobre 1857).